# Raïon de Kirawsk
Pour les articles homonymes, voir Raïon de Kirovsk.
Le raïon de Kirawsk (en biélorusse : Кіраўскі раён, Kirawski raïon) ou raïon de Kirovsk (en russe : Кировский район, Kirovski raïon) est une subdivision de la voblast de Moguilev, en Biélorussie. Son centre administratif est la ville de Kirawsk.

## Géographie
Le raïon couvre une superficie de 1 295,2 km2, dans le sud-ouest de la voblast. Le raïon de Kirawsk est limité au nord et au nord-ouest par le raïon de Klitchaw, à l'est par le raïon de Bykhaw et la voblast de Homiel et le raïon de Rahatchow, et au sud par le raïon de Babrouïsk.

## Histoire
Le raïon de Kirawsk a été créé le 12 février 1935.

## Population

### Démographie
Les résultats des recensements de la population (*) font apparaître une diminution continue de la population depuis 1959. Ce déclin s'est accéléré dans les premières années du XXIe siècle :
| 1959*  | 1970*  | 1979*  | 1989*  | 1999*  | 2009*  |
| ------ | ------ | ------ | ------ | ------ | ------ |
| 39 729 | 37 452 | 32 480 | 30 124 | 27 460 | 22 352 |

### Nationalités
Selon les résultats du recensement de 2009, la population du raïon se composait de deux nationalités principales :
- 85,8 % de Biélorusses ;
- 12,6 % de Russes.

### Langues
En 2009, la langue maternelle était le biélorusse pour 69,3 % des habitants du raïon de Kirawsk et le russe pour 29,5 %. Le biélorusse était parlé à la maison par 39,2 % de la population et le russe par 57 %.